# صوار رمادي
الصوار الرمادي (بالإنجليزية: Grey commissure)‏ هو عبارة عن شريط رفيع من المادة الرمادية يحيط بالقناة المركزية للحبل الشوكي، ويربط مع الصوار الأبيض الأمامي نصفي الحبل. وهي تتألف من الصفيحة X في تصنيف صفائح ريكسيد.